# Малиновка (Ішимський район)
Мали́новка (рос. Малиновка) — присілок у складі Ішимського району Тюменської області, Росія.
Населення — 22 особи (2010, 21 у 2002).
Національний склад станом на 2002 рік:
- росіяни — 76 %